# Walter Payton
Walter Jerry Payton (Columbia, 25 de julho de 1954 – South Barrington, 1 de novembro de 1999) foi um jogador de futebol americano que jogou toda sua carreira pelo Chicago Bears da National Football League. Walter Payton era conhecido na NFL como "Sweetness" (Doçura). Ele é lembrado também como um dos melhores running backs da história do futebol americano. Payton, que foi nove vezes selecionado para o Pro Bowl, já teve o recorde da liga em jardas terrestres, touchdowns, corridas e também várias outras categorias. Ele foi eleito para o Pro Football Hall of Fame em 1993. O lendário treinador Mike Ditka descreveu Payton como o melhor jogador de futebol americano que ele ja viu jogar — mas também um grande ser humano.
Payton começou sua carreira no Mississippi e teve uma grande carreira na Jackson State University, onde foi nomeado All-American. Ele começou sua carreira como profissional pelos Bears em 1975. Payton venceu o prêmio de Jogador do ano na NFL duas vezes e acabou sendo campeão pelo Chicago Bears em 1985 no Super Bowl XX. Depois de anos lutando contra a colangite esclerosante primária, uma doença muito rara que evoluiu para um colangiocarcinoma, Payton acabou falecendo em 1 de novembro de 1999.
Em sua honra, a NFL concede o prêmio "Walter Payton Man of the Year" ao jogador que mais contribuiu fora do campo para sua comunidade.

## Automobilismo
Em 1996, Payton associou-se à equipe Dale Coyne, dando origem à Payton-Coyne Racing, que disputou 4 temporadas (1996-99), com resultados sem expressão - exceção feita à US500 de 1996, quando Roberto Pupo Moreno cruzou a linha de chegada em terceiro lugar (melhor resultado da equipe até o GP de Watkins Glen da temporada 2009 da IndyCar Series, quando o inglês Justin Wilson conquistou a primeira vitória da Dale Coyne). Além de Moreno, correram pela equipe o japonês Hiro Matsushita, o alemão Christian Danner, os norte-americanos Charlie Nearburg, Dennis Vitolo e Paul Jasper e Memo Gidley, o mexicano Michel Jourdain Jr. e os brasileiros Gualter Salles e Luiz Garcia Jr. - outro brasileiro, Sérgio Paese, chegou a testar um carro da equipe em 1998, mas sua inscrição para o GP de Mid-Ohio foi barrada.

## Números na carreira
Payton foi por muito tempo lider em jardas terrestres e jardas totais na história da liga, até a temporada de 2002, quando Emmitt Smith quebrou seu recorde. Ele também tinha o recorde de jardas em um único jogo até a temporada de 2000, quando essa marca foi quebrada por Corey Dillon. Payton liderou a liga em jardas terrestres e touchdowns em 1977. Além disso, seus números conquistados estavam entre os dez melhores em todos os anos de sua carreira, incluindo 1976, 1977 e 1978, liderando também a categoria em 1979. Em 2006, ele foi reconhecido como segundo em jardas terrestres e ficou em terceiro na estatística de touchdowns terrestres anotados. Payton, junto com Frank Gifford, lançou mais interceptações (6) que nenhum outro jogador que não atua como quarterback na história da NFL.

### Temporada regular
- Jardas terrestres: 16 726*
- Touchdowns terrestres: 110*
- Corridas: 3 838*
- Média de Jardas por corrida: 4 4
- Jardas recebidas: 4 538
- Touchdowns recebidos: 15
- Receptções: 492
- Jardas de scrimmage: 21 264*
- Jardas totais: 21 803*
- Passes para Touchdowns: 8[4]

### Pós-temporada
- Jardas terrestres: 632
- Touchdowns terrestres: 2
- Corridas: 180
- Jardas recebidas: 178
- Receptções: 22

* Antigo recorde da NFL